# Herman Georges Berger
Herman Georges Berger (n. 1 august 1875, Bassens, Aquitaine, Franța – d. 13 ianuarie 1924, Nisa, Franța) a fost un scrimer francez, medaliat olimpic. A participat la două ediții ale Jocurilor Olimpice (1900, 1908) în care a câștigat o medalie de aur.